# Macrorganismo
In biologia, il termine macrorganismo è termine usato per comodità, ovvero si considera come tale qualsiasi essere vivente che non venga classificato come microrganismo. Semplificando, si può dire che risultano essere macrorganismi quasi tutte le specie appartenenti al regno animale e vegetale visibili ad occhio nudo, mentre non sono macrorganismi quasi tutti i procarioti e i protisti (visibili solo con l'ausilio del microscopio ottico o elettronico).
Il termine è usato nella definizione di infezione, descritta come l'ingresso in un macrorganismo di microrganismi patogeni.